# One: Kagayaku Kisetsu e
One: kagayaku kisetsu e (One ～輝く季節へ～?, lett. One: verso la stagione radiosa) è una visual novel giapponese sviluppata dalla Tactics e pubblicata il 29 maggio 1998, originariamente per Microsoft Windows. In seguito, il gioco è stato distribuito per PlayStation in una versione senza i contenuti hentai. Le voci dei personaggi non erano presenti nella prima versione.
One: kagayaku kisetsu e è stato adattato in quattro novel e tre radio drama. Ci sono stati due adattamenti in serie OAV: il primo è stato pubblicato tra il 21 agosto 2001 e il 24 maggio 2002, con lo stesso titolo del romanzo visivo, ma adatto a tutte le età e con un'ambientazione differente. Il secondo adattamento invece, è stato intitolato One: True Stories, più fedele al romanzo originale e con i contenuti erotici, pubblicato tra il 21 novembre 2003 e il 28 maggio 2004.

## Trama
Kohei Orihara è un ragazzo che ha perso i genitori e la sorella minore quando era bambino, e che ha iniziato a isolarsi nel "mondo eterno", una dimensione alternativa che Kohei ha creato con il suo desiderio di vivere in un luogo in cui nulla cambia, ma che inizia a consumare la sua esistenza. La sua unica speranza di tornare nel mondo reale è quella di formare uno stretto legame con qualcuno prima di scomparire per sempre.

## Modalità di gioco
Come la maggior parte delle visual novel, la giocabilità in One consiste nel leggere il testo accompagnato dalle immagini dei personaggi e da fondali fissi, effettuando alcune scelte che andranno a influenzare la storia. Ci sono sei linee narrative e ai punti di decisione, il giocatore deve scegliere un numero limitato di opzioni che influenzeranno la storia e la relazione con la ragazza scelta. A seconda delle scelte effettuate, il gioco prosegue fino al finale di una delle sei eroine. Se il giocatore non conquista nessuna delle ragazze, il gioco terminerà con un Bad Ending.

## Personaggi
- Kohei Orihara (折原 浩平?, Orihara Kohei) è il protagonista della visual novel e il personaggio controllato dal giocatore.
- Mizuka Nagamori (长 森瑞 佳?, Nagamori Mizuka) è l'amica d'infanzia e coetanea di Kohei.
- Rumi Nanase (七 瀬 留美?, Nanase Rumi) è una studentessa appena trasferitasi nella scuola di Kohei che vuole diventare una vera fanciulla e per tale motivo, si comporta da essa.
- Akane Satomura (里村 茜?, Satomura Akane) è una delle compagne di classe di Kohei e ama cucinare. Ha l'abitudine di rifiutare l'aiuto degli altri.
- Misaki Kawana (川名 みさき?, Kawana Misaki) è una studentessa del terzo anno che Kohei incontra sul tetto della scuola durante il tramonto. È cieca.
- Mayu Shiina (椎名 繭?, Shiina Mayu) è una ragazza che si rifiuta di andare a scuola. Ha un furetto di nome Myu.
- Mio Kouzuki (上 月 澪?, Kouzuki Mio) è una studentessa del primo anno che fa parte del club di teatro. È muta.

## Sviluppo
One: kagayaku kisetsu e è il terzo titolo sviluppato dalla Tactics, dopo Moon. e Dōsei. Il progetto fu diretto da Jun Maeda, insieme a Naoki Hisaya che scrisse gli scenari del gioco. Maeda scrisse gli scenari per Mizuka, Rumi e Mayu, mentre Hisaya scrisse quelli per Misaki, Mio e Akane. La direzione artistica fu di Itaru Hinoue che lavorò sul disegno dei personaggi e le altre immagini. Le musiche furono composte da Shinji Orito, OdiakeS e YET11.